# Windpark Schneebergerhof
Der Windpark Schneebergerhof ist ein Windpark nahe dem gleichnamigen Weiler in der Ortsgemeinde Gerbach in Rheinland-Pfalz. Zu dem Windpark gehört auch eine Photovoltaikanlage.

## Geschichte
Auf Initiative von Matthias Willenbacher wurde 1996, dem aus Schneebergerhof gebürtigen Mitbegründer des Unternehmens juwi, eine Windkraftanlage des Typs Enercon E-40/5.40 in der Nähe des elterlichen Bauernhofes aufgestellt und eine weitere Enercon E-40/5.40 wurde 1997 aufgestellt. Dieser Anlage folgten bald weitere. Bereits 2003 erfolgte ein erstes Repowering, indem zwei der Enercon E-40 5.40 durch leistungsfähigere Anlagen des Typs Enercon E-66/18.70 ersetzt wurden. Am 20. Dezember 2003 stürzte eine Windkraftanlage vom Typ Vestas V80-2.0MW infolge eines Materialfehlers ein.
Überregional bekannt wurde der Windpark Schneebergerhof als Standort der ersten Windkraftanlage mit 6 MW Gesamtnennleistung im deutschen Mittelgebirge, einer Enercon E-126 EP8 6.0. Sie wurde 2010 als Ersatz für eine Enercon E-66/15.66 (Nennleistung: 1,5 MW) errichtet. Am 30. Dezember 2013 brach bei dieser Anlage ein Rotorblatt ab und stürzte zu Boden. Ursache waren mehrere gerissene Bolzen an der Rotorblattbefestigung. Im Mai 2014 wurde die Anlage nach erfolgter Reparatur wieder in Betrieb genommen. Im Jahr 2019 wurden drei Vestas V126-3.45MW als Erweiterung des Windparks auf dem Windhübel errichtet.  
Mitte 2021 startete das dritte Repowering. Hierbei werden zwei Enercon E-66 18.70 und eine Vestas V80-2.0MW durch zwei Enercon E-138 EP3 E2 ersetzt, welche im April 2022 ans Netz gegangen sind.

## Anlagen
| Anlagentyp            | Bild | Anzahl (aktuell) | Baujahr   | Gesamthöhe     | Rotor- durchmesser | Nabenhöhe      | Leistung | Abgebaut |
| --------------------- | ---- | ---------------- | --------- | -------------- | ------------------ | -------------- | -------- | -------- |
| Enercon E-138 EP3 E2  |      | 2                | 2021/2022 | 200 bzw. 229 m | 138 m              | 131 bzw. 160 m | 4200 kW  | 0        |
| Vestas V126-3.45MW    |      | 3                | 2019      | 212 m          | 126 m              | 149 m          | 3450 kW  | 0        |
| Enercon E-126 EP8 6.0 |      | 1                | 2010      | 198 m          | 127 m              | 135 m          | 6000 kW  | 0        |
| Enercon E-101         |      | 1                | 2011      | 186 m          | 101 m              | 135 m          | 3050 kW  | 0        |
| Enercon E-66/18.70    |      | 1                | 2000/2003 | 133 bzw. 149 m | 70 m               | 98 bzw. 114 m  | 1800 kW  | 2        |
| Enercon E-66/15.66    |      | 0                | 2000      | 100 m          | 66 m               | 67 m           | 1500 kW  | 1        |
| Enercon E-40/5.40     |      | 0                | 1996/1997 | 85 m           | 40 m               | 65 m           | 500 kW   | 2        |
| Vestas V80-2.0MW      |      | 0                | 2003      | 140 m          | 80 m               | 100 m          | 2000 kW  | 1        |

## Galerie

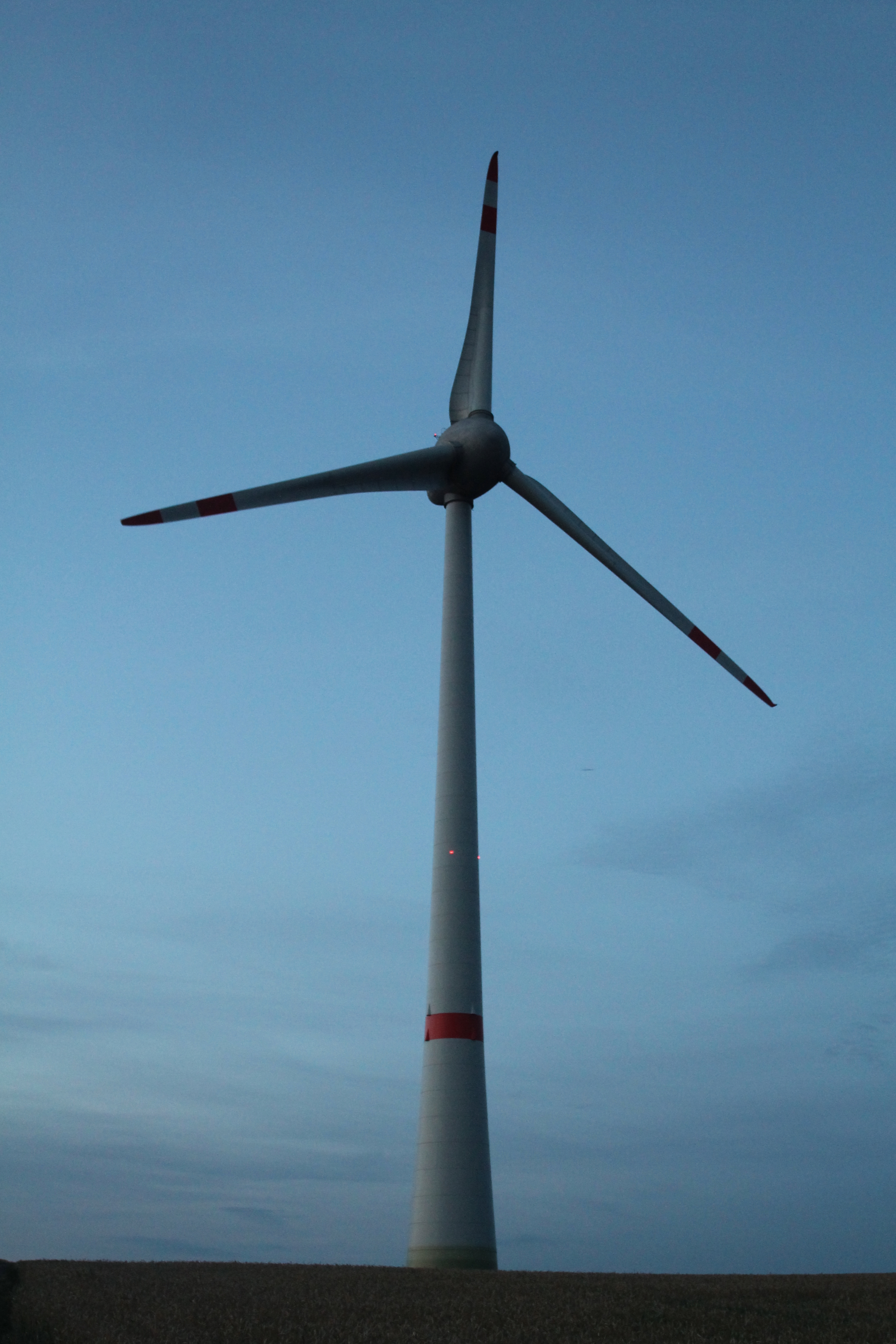
Die Enercon E-126 des Windpark Schneebergerhof
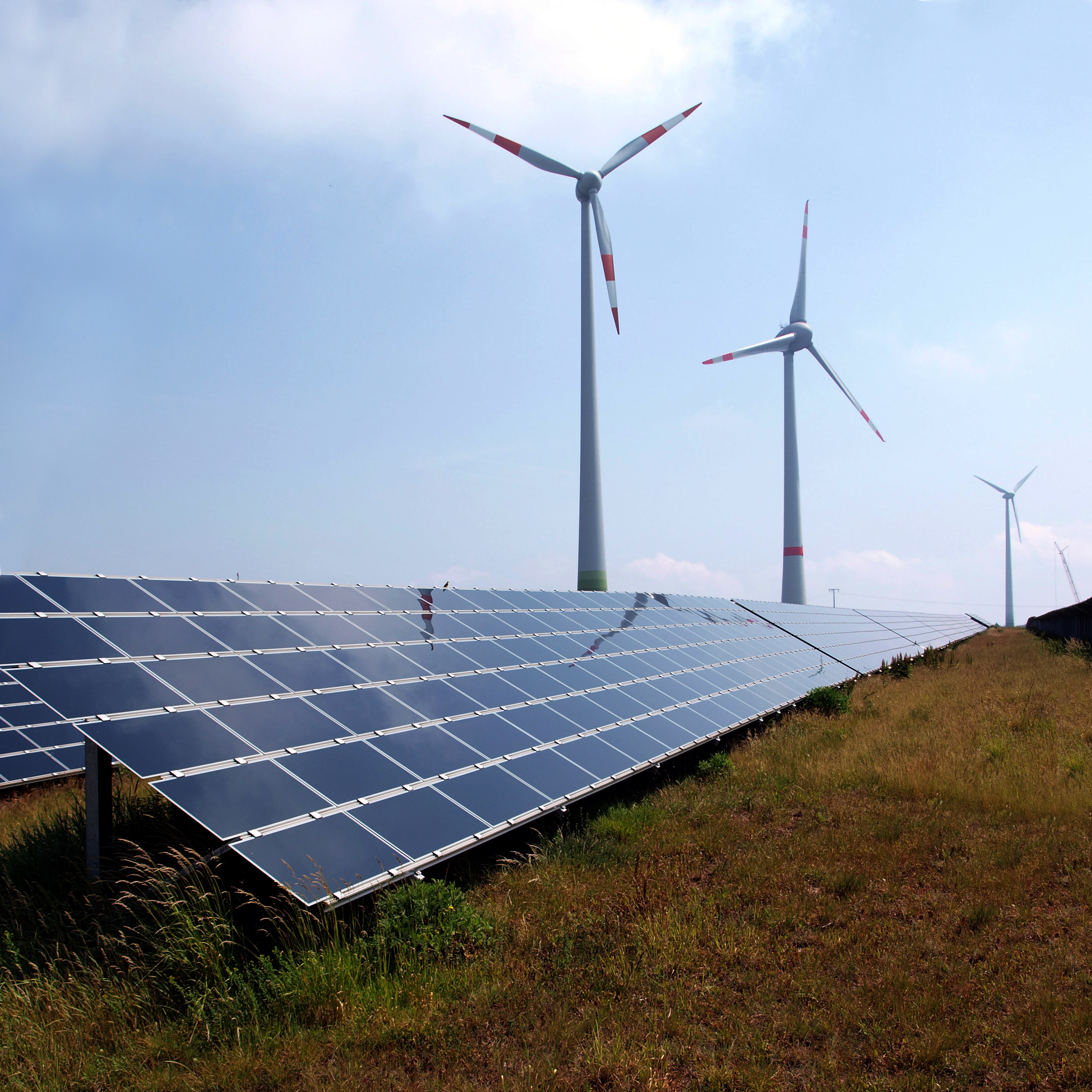
Windpark Schneebergerhof und die Photovoltaikanlage mit Dünnschichtsolarzellen, in der Bildmitte eine Enercon E-66, rechts davon die E-126 und ganz rechts eine weitere E-66
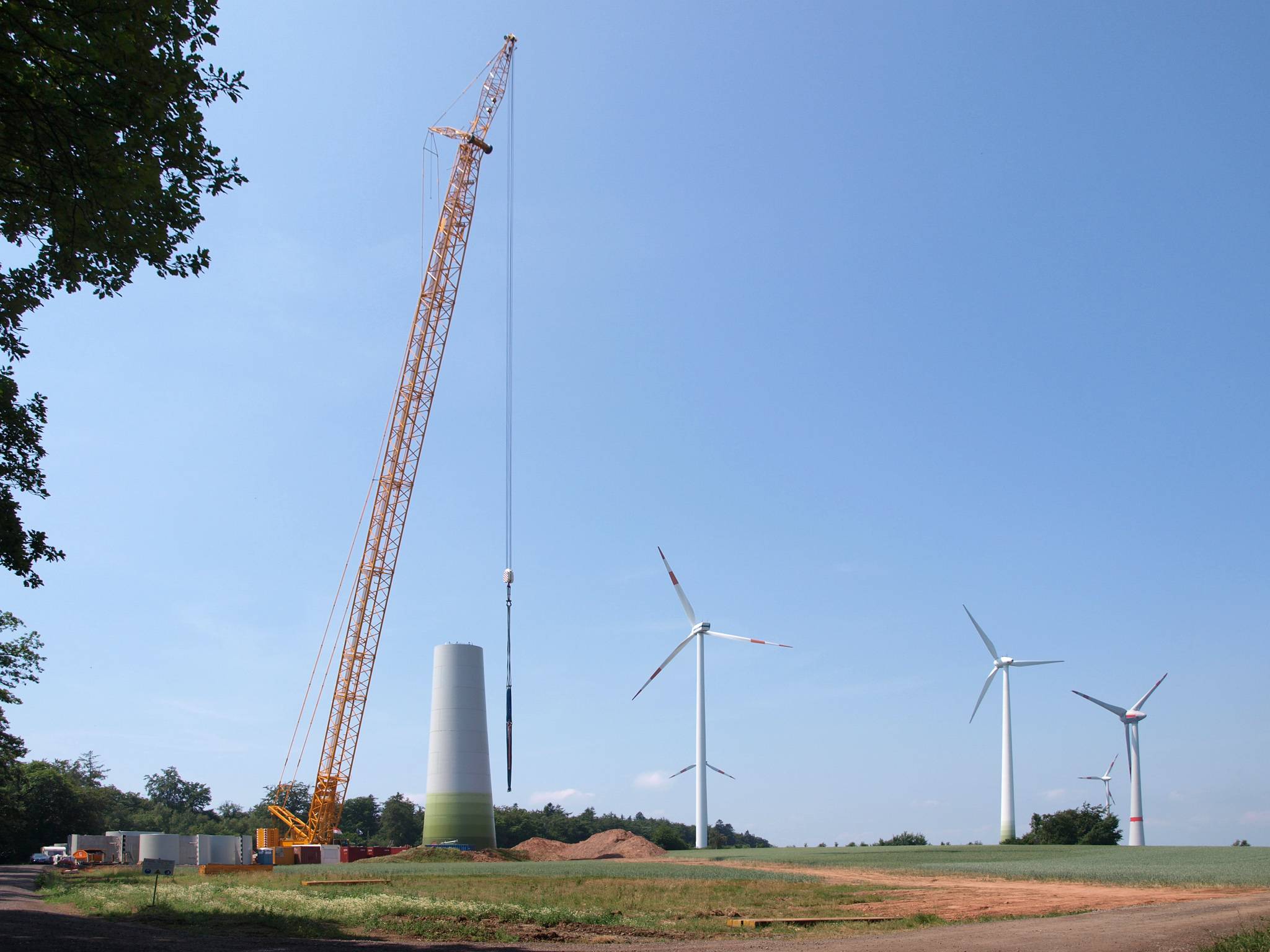
Eine weitere im Aufbau befindliche Windturbine (Enercon E-101) (Juni 2011)
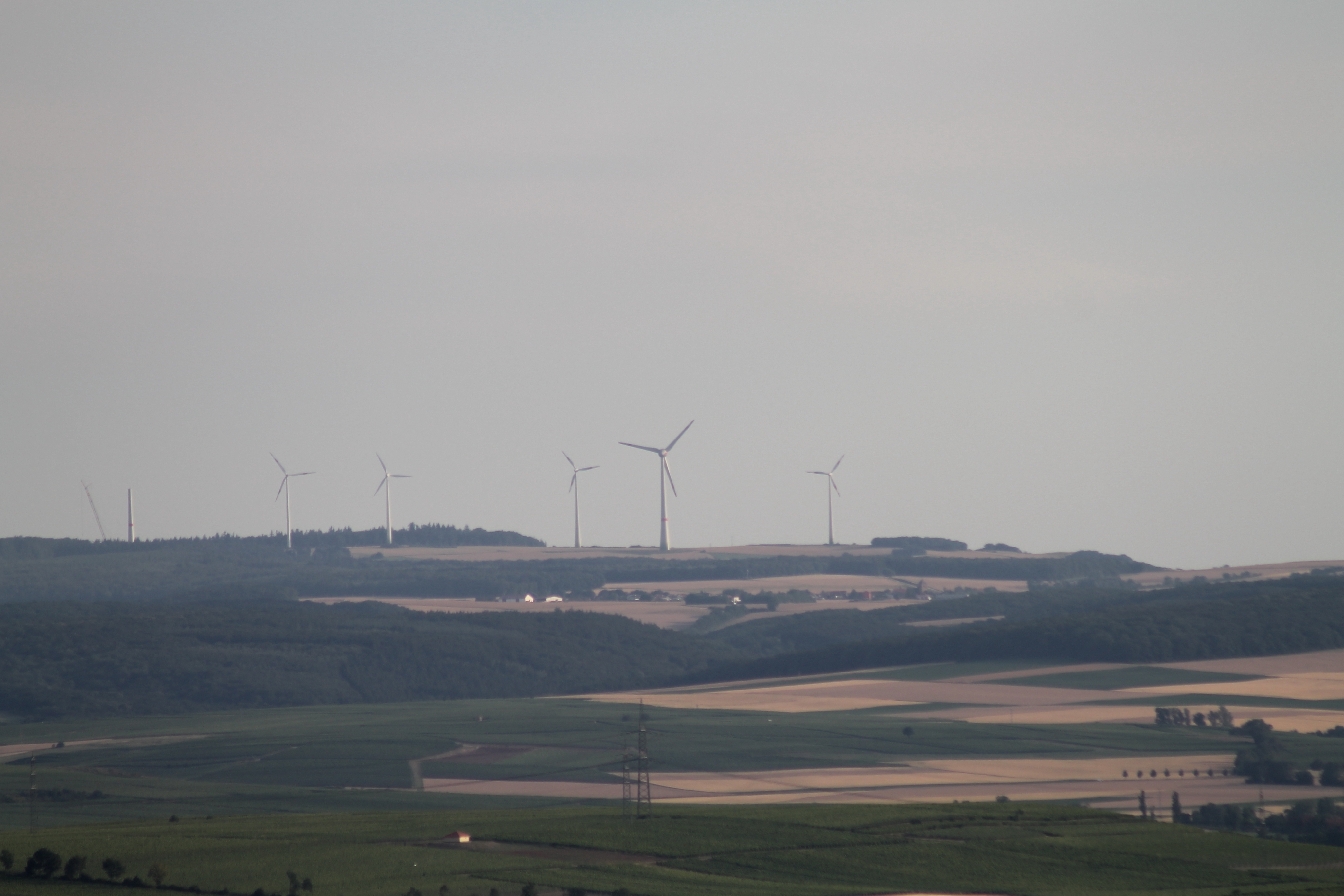
Schneebergerhof vom Rheinsenderplateau aus gesehen